# Anna Van Marcke
Anna Van Marcke (Kortrijk, 18 april 1924 – Vilvoorde, juni 2012) was een Belgisch kajakster. Zij nam eenmaal deel aan de Olympische Spelen.

## Levensloop
Van Marcke was vijfmaal Belgisch kampioene in de kajak. Op de Olympische Spelen van 1948 te Londen eindigde ze op het onderdeel K1 500 m zevende in de finale. Ze trouwde nadien met Jozef Massy, die eveneens actief was in het kajakken.
Van Marcke was aangesloten bij de Kortrijkse Yacht & Kano Club.

## Palmares

### K1
- 1948: 7e Olympische Spelen te Londen - 500 m - 2.43,4